# グルージュ
座標: 北緯42度39分33秒 東経18度05分06秒 / 北緯42.65917度 東経18.08500度

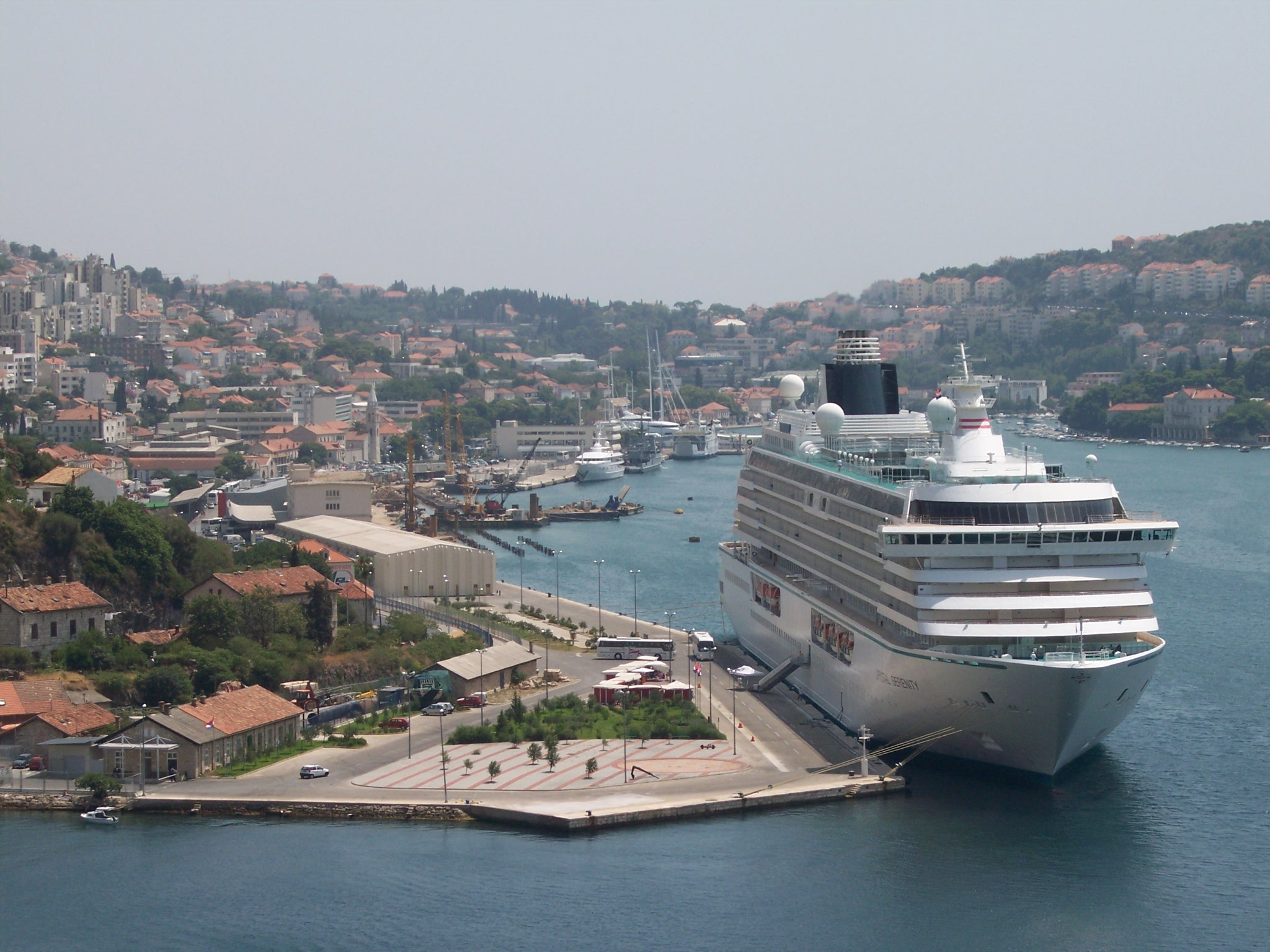
停泊中のクルーズ船

グルージュ（クロアチア語: Gruž,イタリア語: Gravosa）はクロアチアの都市ドゥブロヴニクにある地区。同地区はドゥブロヴニクの主要港がある他、ドゥブロヴニクでは最大の市場、メインとなるバスステーション"Libertas"や長距離バスターミナルがある。グルージュには現在、約15,000人が居住している。グルージュは歴史的にはドゥブロヴニクの製造業や産業の基盤を成しており、現在ではもっぱら世界的に著名な旧市街の2km北西部に位置する住宅地区である。
13世紀から大部分は16世紀を通じて、グルージュはドゥブロヴニクからは離れた町でラグーサ共和国の住民の夏の避暑地であった。オンブラの海岸のように多くの石の家や畑の周りの以前の夏の離宮に滞在していた。グルージュは1920年12月に現在ではすでに無いドゥブロヴニク市電の終着駅となったが 、市電は1970年に廃止された。廃止後、旧市街の入口であるピレ門近くで軌道から外れ公園に落ちる致命的な事故を起こした。  廃止以来、グルージュと旧市街を結ぶルートは路線バスに置き換わっている。グルージュは自然に保護された場所に位置し、クルーズ船やフェリーなどの大型客船を取り扱うことが出来る。エラフィティ諸島やムリェト島からの定期便が就航している。港には国際航路とくにイタリアのバーリからの便に対応した税関の建物がある。グルージュは旧市街側から見てオンブラ港の入口の右側に位置する。